# Moto G4
Moto G4 es un teléfono inteligente de gama media con sistema operativo Android, que forma la 4.a generación del Moto G, fabricado por Motorola Mobility.
Fue lanzado el 17 de mayo de 2016 en India y Brasil, el 28 de junio de 2016 en Estados Unidos, siendo después lanzado a los mercados restantes del mundo.
Su sucesor fue el Moto G5, anunciado en febrero de 2017. En Latinoamérica el 27 de mayo de 2018.

## Características y especificaciones

### Hardware
Algo que lo diferencia del Moto G 3.a generación, es que este modelo no posee certificación IPX7.
Su procesador es un Qualcomm Snapdragon 617 de 1.5 GHz, una pantalla de 5.5 pulgadas con una resolución de 1080p, 2 GB de RAM, y una batería de 3000 mAh. Su cámara trasera es de 16 MP y la frontal de 5 MP, y posee un receptor de radio FM.
Su almacenamiento interno es de 16 o 32 GB dependiendo del modelo, expandible vía Micro SD hasta 128 GB.
El dispositivo también viene con Moto Actions que admite y responde a movimientos y gestos, y cuenta con un cargador "TurboPower" que brinda hasta seis horas de duración de la batería después de solo 15 minutos de carga.
El dispositivo está disponible en versiones de color blanco y negro, con diferentes cubiertas traseras y colores de acento disponibles para pedidos personalizados a través de Moto Maker.
Cabe resaltar que muchos de los Motorola G4 y G4 Plus tienen un problema en la pantalla la cual si se aumenta demasiado el brillo del display esta empieza a tener toques sin que el usuario la haya presionado a este problema se le conoce como "Toques Fantasma"

### Software
Durante los primeros meses del teléfono, este tenía por defecto el sistema operativo Android 6.0.1 Marshmallow. Al igual que otros modelos de Motorola, tiene características de software exclusivas como el Moto Assist, Moto Voice, entre otras características.
A partir del 29 de diciembre de 2016, Motorola comenzó a lanzar vía OTA la actualización a Android 7.0 Nougat.
Motorola originalmente no tenía contemplado actualizar el Moto G4 Plus a Android 8.0 Oreo, pero después de varias quejas de los usuarios, al final Motorola sí incluyó al Moto G4 Plus como dispositivos que actualizarán a Android 8.1 Oreo, en febrero de 2019 empezó la actualización de Android 8.1 Oreo para el Motorola G4 Plus en Estados Unidos, aún no se sabe cuándo llegará la actualización para los demás países.

## Otros modelos
El Moto G4 posee otros modelos que varían en distintas características y especificaciones

### Moto G4 Plus
Es una versión premium del Moto G4, que posee algunas características diferentes como las siguientes:
- El teléfono cuenta con un lector de huellas, para desbloquear el teléfono sin usar la contraseña, y usarlo para otras funciones.
- La cámara trasera pasa a ser de 16 MP con autofoco de detección de fase por infrarrojos y flash dual de doble tono. Según Motorola, es una cámara mejor al del iPhone 6s.
- El teléfono pasa a tener 4 GB de RAM
- El teléfono posee hasta 64 GB de almacenamiento interno.

### Moto G4 Play
Es una versión más económica del Moto G4, pero con características reducidas, siendo similar al Moto G 3.a generación, como las siguientes:
- La pantalla pasa a ser de 5 pulgadas.
- La resolución pasa a ser de 1280x720.
- El tamaño del teléfono es menor.
- La batería pasa a ser de 2800 mAh.
- El almacenamiento interno es solo de 16 GB.
- El procesador pasa a ser un Qualcomm Snapdragon 410 de 1.2 GHz.
- La cámara trasera pasa a ser de 8 MP.
- A diferencia de los demás modelos, la batería es removible.
- El peso del teléfono es menor.

### Modelos extras y especiales

#### Moto G4 Google Edition
Tiene las mismas características del Moto G4 Plus excepto que la cámara es menor, la capacidad interna es de 16 GB, no cuenta con lector de huellas dactilares ni con el cargador Turbo Power, el cual debe comprarse por separado para poder usar la tecnología TurboPower, solo viene un cargador normal para esta versión.

#### Moto G4 Prime Exclusive
Es una versión exclusiva del Moto G4 que es solo exclusiva de miembros de Amazon Prime. Esta versión es más barata que el Moto G4 normal, y presenta anuncios de Amazon en la pantalla de bloqueo. Otra diferencia, y algo que lo diferencia de los demás teléfonos de la empresa, y es que el bootloader del teléfono no puede ser desbloqueado.

## Comparación entre modelos
Aquí se comparan las características y especificaciones de los tres modelos del Moto G4.
| Especificación         | Moto G4                                    | Moto G4 Plus                               | Moto G4 Play                              |
| ---------------------- | ------------------------------------------ | ------------------------------------------ | ----------------------------------------- |
| Pantalla               | 5.5 pulgadas                               | 5.5 pulgadas                               | 5.0 pulgadas                              |
| Resolución             | 1920x1080                                  | 1920x1080                                  | 1280x720                                  |
| Procesador             | Qualcomm Snapdragon 617 de 1.5 GHz         | Qualcomm Snapdragon 617 de 1.5 GHz         | Qualcomm Snapdragon 410 de 1.2 GHz        |
| Almacenamiento interno | 16 o 32 GB                                 | 16, 32 o 64 GB                             | 16 GB                                     |
| Cámara                 | Cámara trasera: 13 MP Cámara frontal: 5 MP | Cámara trasera: 16 MP Cámara frontal: 5 MP | Cámara trasera: 8 MP Cámara frontal: 5 MP |
| RAM                    | 2 GB                                       | 2 o 4 GB                                   | 2 GB                                      |
| Batería                | 3000 mAh                                   | 3000 mAh                                   | 2800 mAh                                  |
| Batería removible      | No                                         | No                                         | Sí                                        |
| Lector de huellas      | No                                         | Sí                                         | No                                        |
| Dimensiones            | 153 x 76.6 x 7.9 mm                        | 153 x 76.6 x 7.9 mm                        | 144.4 x 72 x 8.95 mm                      |
| Peso                   | 155 g                                      | 155 g                                      | 137 g                                     |